# Кузнєцов Степан Матвійович
Степан Матвійович Кузнєцов (1891, село Домашня Нижньогородської губернії, тепер Нижньогородської області, Російська Федерація — розстріляний 15 січня 1938) — радянський партійний діяч, нарком фінансів Української СРР, голова Харківського губвиконкому. Член ЦК КП(б)У в грудні 1921 — травні 1924 і у грудні 1925 — листопаді 1927 р. Кандидат в члени Політичного бюро ЦК КП(б)У в грудні 1921 — травні 1922 р. Член Політичного бюро ЦК КП(б)У в травні 1922 — квітні 1923 р.

## Біографія
Народився у селянській родині. Закінчив три класи церковно-приходської школи. Потім змушений був працювати: влітку пастухом, а в холодну пору року — помічником майстра-тесляра, навчився теслярської справи. У 1914 році переїхав до Нижнього Новгорода. Працював теслею в суднобудівному цеху Сормовського заводу.
Член РСДРП(б) з 1915 року.
Після Лютневої революції 1917 року був головою Сормовської ради, заступником голови виконавчого комітету Нижньогородської губернської ради робітничих, селянських і солдатських депутатів.
У серпні 1919 — серпні 1920 р. — голова Нижньогородської міської ради. Одночасно, у січні — липні 1920 р. — голова Нижньогородського губернського комітету РКП(б).
У серпні 1920 — 1921 р. — голова виконавчого комітету Херсонської (Миколаївської) губернської ради у місті Миколаєві.
У 1921—1923 роках — голова Харківської міської ради, голова виконавчого комітету Харківської губернської ради.
У 1923—1926 роках — народний комісар фінансів Української СРР, член колегії народного комісаріату фінансів СРСР. У квітні 1926 — травні 1929 року — заступник народного комісара фінансів СРСР.
У травні 1929 — 1930 р. — голова виконавчого комітету Сибірської крайової ради у місті Новосибірську.
У лютому — серпні 1930 р. — 2-й секретар Сибірського крайового комітету ВКП(б).
У 1930—1931 роках — заступник голови Державної планової комісії (Держплану) при РНК СРСР.
У 1931 — травні 1935 р. — заступник голови правління Китайсько-Східної (Чанчуньської) залізниці.
У червні 1935 — 1937 р. — голова виконавчого комітету Сталінградської крайової (обласної) ради.
Делегат IX, XI, XII, XV, XVI з'їздів РКП(б)—ВКП(б), V, VI, VII конференцій КП(б)У.
29 липня 1937 року був заарештований, засуджений до смерті та страчений. Реабілітований у 1956 році.